# Ozan

Ozan este o comună în departamentul Ain din estul Franței.